# Skipper Cup
La Skipper Cup est une compétition de rugby à XV des îles Fidji, mettant aux prises les équipes représentatives des huit meilleures fédérations provinciales.

## Historique
La compétition est créée en 1963.
Elle se nomme successivement Telecom Fiji Cup jusqu'en 2004, Sanyo Cup jusqu'en 2007 et Digicel Cup jusqu'en 2013. Elle est renommée Skipper Tuna Cup en 2014, puis plus simplement Skipper Cup en 2015.

## Identité visuelle

Évolution du logo
Logo de la Digicel Cup.
Logo de la Skipper Cup depuis 2015.

## Équipes participantes 2024
| Equipe                | Ville    | Province  |
| --------------------- | -------- | --------- |
| Lautoka               | Lautoka  | Ba        |
| Nadi Jetsetters       | Nadi     | Ba        |
| Nadroga Stallions     | Sigatoka | Nadroga   |
| Namosi                | Navua    | Namosi    |
| Naitasiri Highlanders | Naluwai  | Naitasiri |
| Suva Capitals         | Suva     | Rewa      |
| Tailevu               | Nausori  | Tailevu   |
| Yasawa                | Yasawa   | Ba        |

## Palmarès
FRU Cup
- 1989 : Nadi Jetsetters
- 1991 : Lautoka
- 1992 :
- 1993 : Nadroga Stallions bat Nadi Jetsetters 36-23
- 1994 :
- 1995 :

Telecom Fiji Cup
- 1996 : Nadroga Stallions bat Suva Rugby Union
- 1997 : Tailevu bat Suva Rugby Union
- 1998 : Nadroga Stallions bat Lautoka 23-11
- 1999 : Naitasiri Highlanders bat Nadroga Stallions 18 – 15
- 2000 : Naitasiri Highlanders bat Nadi Jetsetters 17-11
- 2001 : Tailevu bat Nadroga Stallions 10-8
- 2002 : Naitasiri Highlanders bat Nadi Jetsetters 15-6
- 2003 : Lautoka bat Suva Capitals 15-13
- 2004 : Nadroga Stallions bat Tailevu 52-20

Fiji Cup
- 2005 : Nadroga Stallions bat Nadi Jetsetters 24-14

Sanyo Cup
- 2006 : Nadroga Stallions bat Nadi Jetsetters 27-17
- 2007 : Nadi Jetsetters  bat Naitasiri 22-8

Digicel Cup
- 2008 : Nadi Jetsetters bat Nadroga Stallions 10-8
- 2009 : Nadroga Stallions bat Nadi Jetsetters 19-13
- 2010 : Naitasiri bat Nadroga Stallions 25-24
- 2011 : Nadroga Stallions bat Suva RU 13-9
- 2012 : Nadroga Stallions bat Naitasiri 30-13
- 2013 : Nadroga Stallions bat Suva RU 21-12

Skipper Cup
- 2014 : Nadroga Stallions bat Naitasiri 16-13
- 2015 : Nadroga Stallions bat Namosi 59-24
- 2016: Nadroga Stallions bat Suva 17-12
- 2017: Nadroga Stallions bat Namosi RFU 40-20
- 2018 : Suva bat Nadroga Stallions 36-35
- 2019 : Suva bat Nadroga Stallions 34-26
- 2020: Suva bat Naitasiri 16-13
- 2021 : Annulée pour cause de pandémie du COVID-19
- 2022 : Nadi Jetsetters bat Naitasiri 16-11
- 2023 : Suva bat Nadi Jetsetters 16-3
- 2024 : Nadroga Stallions bat Suva 22-17

## Bilan
| Créée en | Equipe    | Titres | Années de sacre                                                                            |
| -------- | --------- | ------ | ------------------------------------------------------------------------------------------ |
| 1957     | Nadroga   | 15     | 1993, 1996, 1998, 2004, 2005, 2006, 2009, 2011, 2012, 2013, 2014, 2015, 2016, 2017 et 2024 |
| 1998     | Naitasiri | 4      | 1999, 2000, 2002 et 2010                                                                   |
| 1958     | Nadi      | 4      | 1989, 2007, 2008 et 2022                                                                   |
| 1913     | Suva      | 4      | 2018, 2019, 2020 et 2023                                                                   |
| 1997     | Tailevu   | 2      | 1997 et 2001                                                                               |
| 1959     | Lautoka   | 2      | 1991 et 2003                                                                               |